# Acht (Nederland)
Acht is een kerkdorp volledig ingeklemd tussen de Rijksweg 2 en Eindhoven. Het behoort tot gemeente Eindhoven (stadsdeel Woensel-Noord), in de Nederlandse provincie Noord-Brabant. Op 1 januari 2023 telde het dorp 3.555 inwoners, verdeeld over 1.477 woningen, met een gemiddelde WOZ-waarde van € 550.000, op een oppervlakte van 1,36 km².
Acht is per openbaar vervoer te bereiken met buslijn 8. Hoewel Acht in de loop der tijd aaneen is gegroeid met de stad Eindhoven, heeft het de kenmerken van een kleinschalig dorp en wordt het door de inwoners als zodanig beschouwd. Acht heeft blauwe plaatsnaamborden (komborden) met de plaatsnaam Acht, wat een erkenning is als plaats c.q. dorp. Daarentegen heeft Acht geen eigen postcode en plaatsnaam in het postcodeboek, voor de postadressen ligt Acht binnen Eindhoven.

## Etymologie
Op grond van het feit dat er sprake is van "watre" als een der begeerlijkheden in het Achtse zou de naam Acht daarvan afgeleid kunnen zijn. Daarbij moet gedacht worden aan achwa, of aqua. Er liepen inderdaad enige beken op de verder droge heide.
Een andere verklaring is dat de naam Acht is afgeleid van "achte", dat rechtsgebied betekent.

## Geschiedenis
Op het grondgebied van Acht zijn tal van archeologische vondsten gedaan, die wijzen op vroege bewoning. Zo werd op de plaats waar de Ekkersrijt de Oirschotsedijk kruist, tijdens de ontginningen in 1928, een urnenveld aangetroffen. Later zijn nog andere urnenvelden en grafheuvels ontdekt. Ook bestaan er mesolithische en neolithische vindplaatsen. Daarnaast werd in 1992 een vindplaats uit de Romeinse tijd ontdekt.
Acht werd voor het eerst vermeld in juli 1303, toen hertog Jan II van Brabant gemeenterechten verleende:
Jan II hertog van Brabant verkoopt aan de lieden van Strijp gemene gronden, genoemd Achtermere binnen nader omschreven grenzen, onder bedinging van een voorlijf en een jaarlijkse erfcijns van 40 schellingen.
Anno Domini millesirno trecentesimo tertio.
Er was hier sprake van de grond in de omgeving van Welpscoet waar men moet denken aan de huidige Oirschotsedijk en de Wielewaal. Het was zeer vruchtbare grond met meertjes, beken en grasland. Natuurlijk was de nederzetting ouder dan deze schriftelijke vermelding.
Uiteindelijk was er sprake van twee nederzettingen: Au Acht (Oud Acht), het huidige kerkdorp, en Nij Acht (Nieuw Acht), dat ten westen ervan ligt, waar ontginningen waren.
De heer van Woensel reserveerde in 1307 al het vrije gebruik van de beken en weiden die deel uitmaakten van het oorspronkelijke bezit van de onderdanen, die het eerder vrije eigendom tot het zijne had gemaakt. Hij spreekt daar van het "bos" dat men Achte heet. Het bos strekte zich uit van de Grote Beek tot een strook waar nu het bedrijventerrein Ekkersrijt ligt. Naar het westen toe zal het gebied van Tegenbosch, Hurk en Mispelhoef nog bij het bos hebben gehoord.
Hoewel Acht sinds de Middeleeuwen tot de parochie van Woensel behoorde, was er einde 16e eeuw toch een kapel die vermoedelijk aan Sint-Antonius abt was gewijd. Na 1648 werd deze kapel gesloten en ze is onder meer als tiendschuur en, in de 19e eeuw, als woonhuis gebruikt. In Acht heeft sinds 1715 ook een schuurkerk gestaan.
De huidige kerk, eveneens aan Sint-Antonius abt gewijd, werd gebouwd in 1886. Ze werd uitgebreid in 1928 en 1951.
In de tweede helft van de twintigste eeuw rukte de stad Eindhoven op, met woonwijken en snelwegen, terwijl aan de westzijde de bedrijvigheid van Eindhoven Airport toenam.

## Bezienswaardigheden
- De Mispelhoef. Deze boerderij ligt aan de Oirschotsedijk. In de zijgevel is het jaartal 1774 te lezen, maar het gebouw is vermoedelijk ouder, want de naam 'Mispelhoeve' werd al vermeld in 1729, terwijl er op dezelfde plaats in 1590 al een boerderij moet hebben gestaan. Zeker vanaf 1774 is de boerderij ook een café geweest. Na de aanleg van de Oirschotsedijk werd het een herberg, waar de voerlui zich verzamelden om gezamenlijk de gevaarlijke heide over te steken naar Oirschot. Na restauraties in 1937 en 1954 is het gebouw nog steeds in gebruik als café en herberg. De Mispelhoeve is een rijksmonument.
- Sint-Antonius Abtkerk uit 1886.
- Plein met dorpspomp. Deze pomp is geplaatst naar aanleiding van het 700-jarig jubileum van de verstrekking van gemeenterechten, in 2003.
- Beltmolen Annemie. Dit is een bovenkruier die in 1889 is gebouwd als korenmolen. Ze bevindt zich aan de Boschdijk. In 1957 is ze geschikt gemaakt voor bewoning, waartoe het mechanisme gedeeltelijk ontmanteld werd. Sedert 2005 kan de molen weer draaien.

Zie ook:
- Lijst van gemeentelijke monumenten in Acht

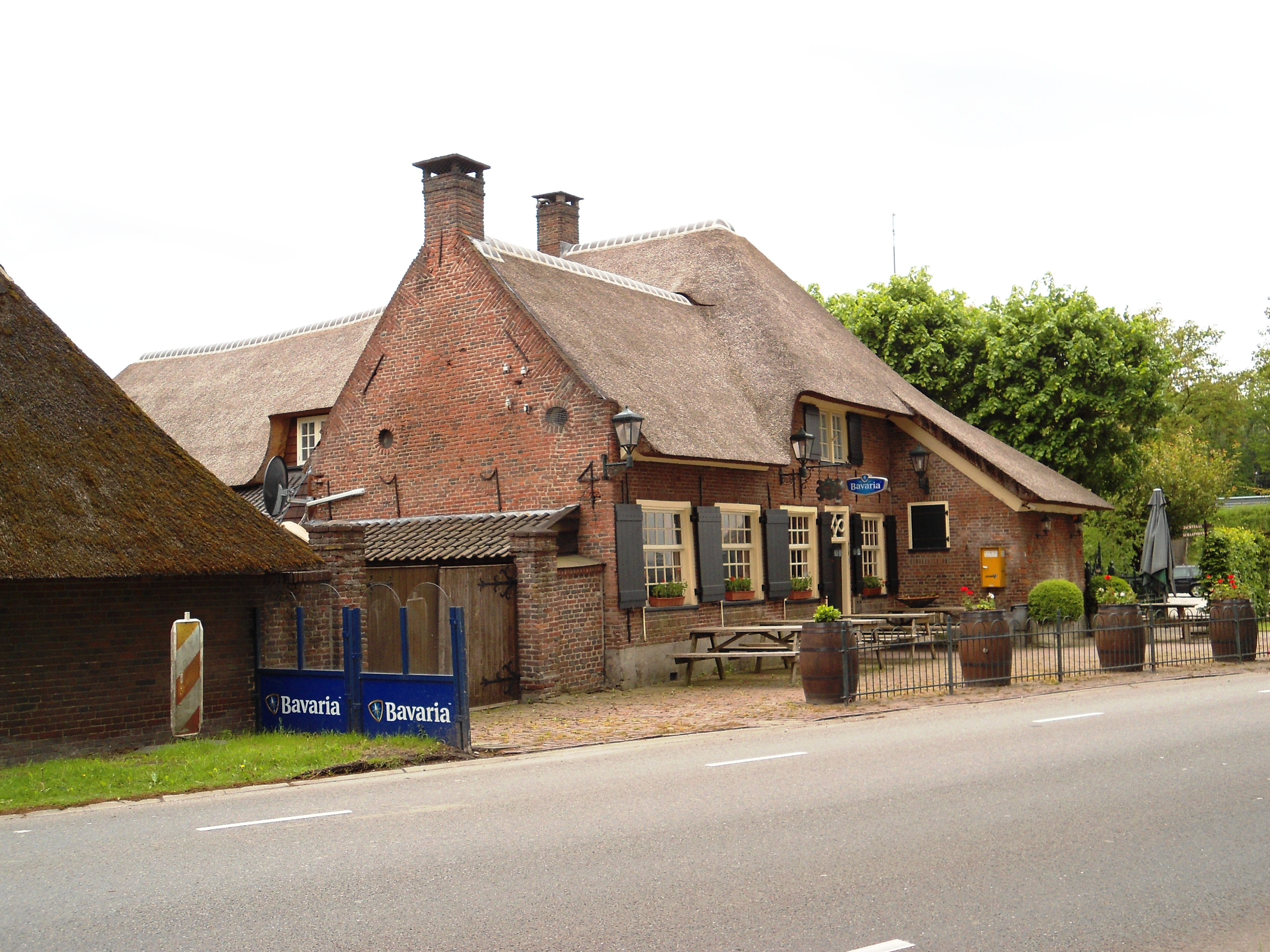
De Mispelhoeve vanaf de straatzijde gezien

## Economie en maatschappelijke activiteiten
Acht kent diverse bedrijventerreinen. Te Acht bevond zich het Philips-expeditiecentrum ('Complex Acht'), een locatie waarop zich tegenwoordig ook andere expeditiebedrijven hebben gevestigd. Er is een overslagstation voor huisvuilcontainers van vrachtwagens naar het goederenspoor. Voorts is er baksteenindustrie. De MCB had een groot magazijn te Acht.

## Gemeenschapsleven
Acht heeft een katholieke lagere school: de Basisschool Sint Antonius Abt, een stichting Jeugdbelangen, een voetbalvereniging genaamd V.V. Acht (voorheen V.V.A.E.), een toneelvereniging (de Achtse Revue), een stichting "Kracht op Acht" welke initiatieven steunt om de leefbaarheid te bevorderen, een dorpsraad welke zich inzet voor de belangenbehartiging van Acht bij de gemeente Eindhoven en een scoutingvereniging.

## Dorpstatistiek 2023
- Inwoners: 3555
- Woningen: 1469 (250 huurwoningen, 1219 koopwoningen)
- Oppervlakte: 216 hectare

## Nabijgelegen kernen

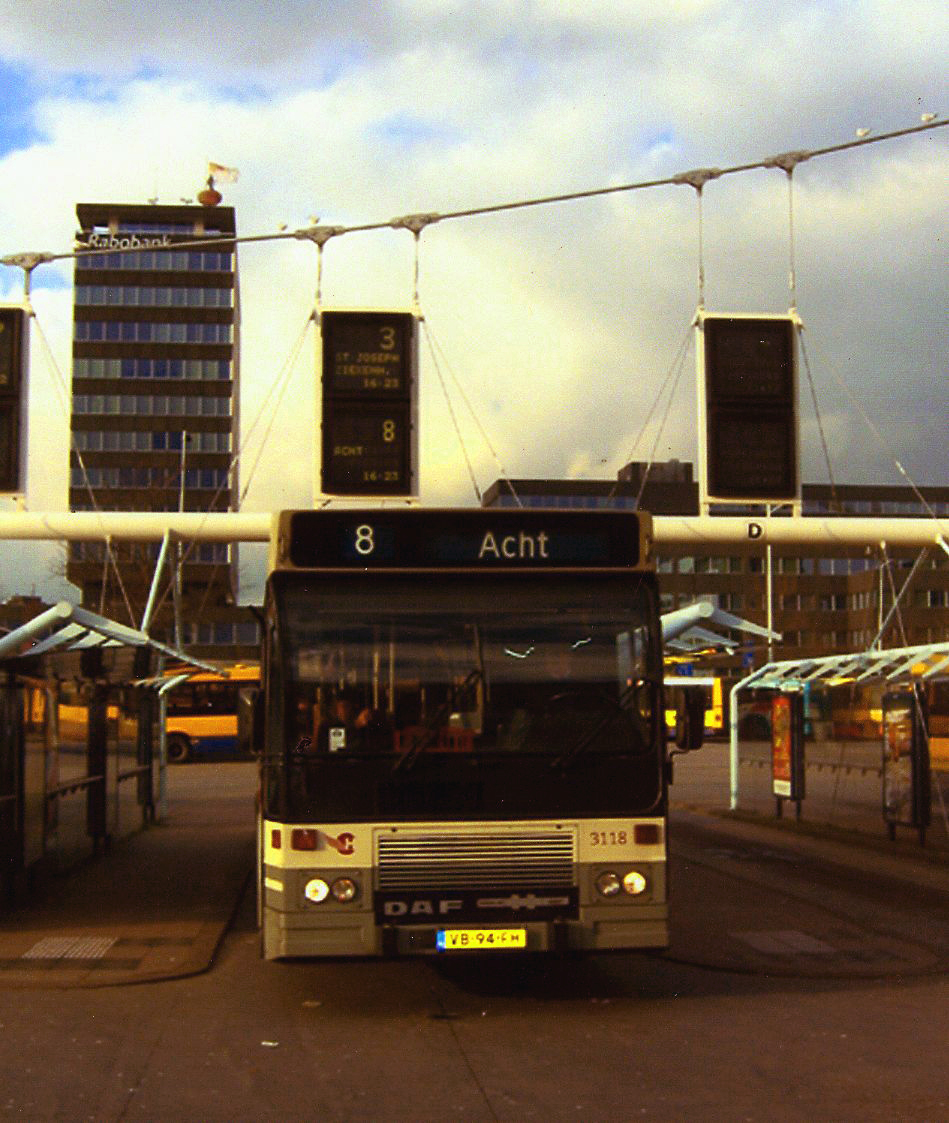
Lijn 8 naar Acht op station Eindhoven

- Oirschot
- Strijp
- Woensel
- Best